# Manchamanteles
Manchamanteles es un platillo mexicano. Se trata de un guiso con una variedad de carnes, vegetales y frutas. Una receta típica para esta comida contiene pavo, chorizo, cerdo, piña, manzana, plátano, chiles, almendras, canela, manteca y tomates.
Es un mole tradicional, especialmente en Puebla y Oaxaca, lugares de donde se cree que es originaria la receta. Se diferencia de otros platillos similares por la inclusión de frutas en su salsa.